# Patriarszy egzarchat Afryki
Patriarszy egzarchat Afryki – egzarchat Rosyjskiego Kościoła Prawosławnego, obejmujący teren Afryki. Siedziba egzarchatu czasowo mieści się w Moskwie, przy cerkwi Wszystkich Świętych na Kuliszkach.
Na luty 2025 roku egzarchat liczy około 350 parafii działających w 32 krajach kontynentu afrykańskiego. W klerze Egzarchatu służy ponad 250 kapłanów, z których ponad 100 znajduje się w Kenii.

## Historia
8 listopada 2019 r. prawosławny patriarcha Aleksandrii Teodor II uznał Kościół Prawosławny Ukrainy za strukturę kanoniczną; 13 sierpnia 2021 r. koncelebrował nabożeństwo z metropolitą kijowskim Epifaniuszem. Działaniom patriarchy sprzeciwiła się część duchownych Patriarchatu Aleksandryjskiego, którzy następnie zwrócili się z prośbą o przyjęcie ich w jurysdykcję Patriarchatu Moskiewskiego. Po bliższym zapoznaniu się z postulatami duchownych zamierzających opuścić Patriarchat Aleksandryjski, na posiedzeniu Świętego Synodu Rosyjskiego Kościoła Prawosławnego 29 grudnia 2021 r. podjęto decyzję o utworzeniu egzarchatu obejmującego wszystkie kraje afrykańskie. Na egzarchę wyznaczono dotychczasowego arcybiskupa erywańskiego i armeńskiego Leonida (któremu nadano tytuł „kliński”); 7 stycznia 2022 r. otrzymał godność metropolity. W ramach egzarchatu utworzono dwie eparchie – południowoafrykańską (z siedzibą w Johannesburgu) i północnoafrykańską (z siedzibą w Kairze); w ich skład włączono też dotychczasowe afrykańskie parafie stauropigialne Patriarchatu Moskiewskiego.

### Egzarchowie Afryki
- Leonid (Gorbaczow), 2021-2023
- Konstantyn (Ostrowski), locum tenens, od 2023[9]